# Frank Flöthmann
Frank Flöthmann (* 1967) ist ein deutscher Illustrator.

## Werdegang
Frank Flöthmann studierte Grafik-Design an der Hochschule für Bildende Künste Braunschweig und arbeitet seither freischaffend als Illustrator. Er macht Comics, Illustrationen und kurze Animationsfilme. Seine Werke waren in mehreren Ausstellungen zu sehen. Für das Lifestylemagazin Men’s Health zeichnete er bis 2013 einen monatlich erscheinenden Comicstrip, Ein Mann, kein Wort. Im März 2013 legte er mit Grimms Märchen ohne Worte sein erstes Buch vor, in dem er die bekanntesten Märchen der Brüder Grimm als piktographische Comics nacherzählt. In der Zeitschrift Das Magazin erschien 2014 monatlich seine Serie Männer ohne Worte, die Weiterführung von Ein Mann, kein Wort. 2014 erschien das Buch Männer ohne Worte, das alle bis dahin erschienenen Strips in erweiterter und überarbeiteter Fassung enthält.

## Bücher
- Shakespeare ohne Worte, DuMont Buchverlag, Köln 2016, ISBN 978-3-8321-9809-1
- Stille Nacht – Die Weihnachtsgeschichte ohne Worte, DuMont Buchverlag, Köln 2014, ISBN 978-3-8321-9767-4
- Männer ohne Worte, DuMont Buchverlag, Köln 2014, ISBN 978-3-8321-6272-6
- Grimms Märchen ohne Worte, DuMont Buchverlag, Köln 2013, ISBN 978-3-8321-9708-7